# Llista de monuments de Torroella de Fluvià
Llista de monuments de Torroella de Fluvià inclosos en l'Inventari del Patrimoni Arquitectònic Català per al municipi de Torroella de Fluvià (Alt Empordà). Inclou els inscrits en el Registre de Béns Culturals d'Interès Nacional (BCIN) amb la classificació de monuments històrics i els Béns Culturals d'Interès Local (BCIL) de caràcter arquitectònic.
| Monument                                            | Protecció       | Estil/època                        | Localització                                                           | Coordenades                                          | Codi?         | Imatge |
| --------------------------------------------------- | --------------- | ---------------------------------- | ---------------------------------------------------------------------- | ---------------------------------------------------- | ------------- | --- |
| La Força, o Torre de Ca l'Albanyà i muralles        | BCIN 1444-MH    | Obra popular XIII-XIV              | Torroella de Fluvià C. la Força                                        | 42° 10′ 29″ N, 3° 02′ 26″ E / 42.174609°N,3.040556°E | RI-51-0006124 | La Força (Torroella de Fluvià) · Vegeu més fotos d'aquest monument · Carregueu una nova foto d'aquest monument                                            |
| Recinte fortificat de Vilacolum                     | BCIN 1658-MH    | Obra popular XIII-XIV              | Torroella de Fluvià C. Josep Pont                                      | 42° 11′ 40″ N, 3° 02′ 14″ E / 42.194343°N,3.037152°E | RI-51-0006125 | Recinte fortificat de Vilacolum (Torroella de Fluvià) · Vegeu més fotos d'aquest monument · Carregueu una nova foto d'aquest monument                     |
| Església de l'antic priorat de Sant Tomàs de Fluvià | BCIN 4275-MH-EN | Romànic XI                         | Torroella de Fluvià Veïnat de Sant Tomàs de Fluvià                     | 42° 10′ 52″ N, 3° 00′ 35″ E / 42.181054°N,3.009641°E | IPA-20367     | Església de l'antic priorat de Sant Tomàs de Fluvià (Torroella de Fluvià) · Vegeu més fotos d'aquest monument · Carregueu una nova foto d'aquest monument |
| Nucli antic de Torroella de Fluvià                  |                 | Obra popular, gòtic Medieval       | Torroella de Fluvià C. de la Força i c. de Ramon Colomillach           | 42° 10′ 31″ N, 3° 02′ 26″ E / 42.17519°N,3.04063°E   | IPA-470       | Nucli antic de Torroella de Fluvià · Vegeu més fotos d'aquest monument · Carregueu una nova foto d'aquest monument                                        |
| Església parroquial de Sant Cebrià                  |                 | Romànic XII, XVII                  | Torroella de Fluvià C. St. Pere Pescador                               | 42° 10′ 27″ N, 3° 02′ 42″ E / 42.174033°N,3.045061°E | IPA-20357     | Església parroquial de Sant Cebrià (Torroella de Fluvià) · Vegeu més fotos d'aquest monument · Carregueu una nova foto d'aquest monument                  |
| Can Guineia                                         |                 | Obra popular XVI                   | Torroella de Fluvià C. Sant Pere Pescador, 11                          | 42° 10′ 28″ N, 3° 02′ 41″ E / 42.174412°N,3.044807°E | IPA-20358     | Carregueu una nova foto d'aquest monument |
| Can Maset                                           |                 | Obra popular XVI, XVIII            | Torroella de Fluvià C. de la Força                                     | 42° 10′ 31″ N, 3° 02′ 27″ E / 42.175341°N,3.040951°E | IPA-20361     | Carregueu una nova foto d'aquest monument |
| Can Bardem                                          |                 | Obra popular XVI                   | Torroella de Fluvià C. la Força, 9                                     | 42° 10′ 32″ N, 3° 02′ 26″ E / 42.175418°N,3.040655°E | IPA-20362     | Can Bardem (Torroella de Fluvià) · Vegeu més fotos d'aquest monument · Carregueu una nova foto d'aquest monument                                          |
| Cal Sastre                                          |                 | Gòtic tardà, obra popular XVI      | Torroella de Fluvià C. la Força, 10                                    | 42° 10′ 32″ N, 3° 02′ 26″ E / 42.175512°N,3.040655°E | IPA-20363     | Cal Sastre (Torroella de Fluvià) · Vegeu més fotos d'aquest monument · Carregueu una nova foto d'aquest monument                                          |
| Cal Sopa                                            |                 | Gòtic tardà, obra popular XII, XVI | Torroella de Fluvià C. la Força, 11                                    | 42° 10′ 32″ N, 3° 02′ 27″ E / 42.175638°N,3.040770°E | IPA-20364     | Cal Sopa (Torroella de Fluvià) · Vegeu més fotos d'aquest monument · Carregueu una nova foto d'aquest monument                                            |
| Mas Sastre                                          |                 | Obra popular XVI                   | Torroella de Fluvià C. Tramuntana                                      | 42° 10′ 30″ N, 3° 02′ 26″ E / 42.175030°N,3.040515°E | IPA-20365     | Mas Sastre (Torroella de Fluvià) · Vegeu més fotos d'aquest monument · Carregueu una nova foto d'aquest monument                                          |
| Església de Sant Esteve de Vilacolum                |                 | Obra popular XVIII                 | Torroella de Fluvià Nucli urbà de Vilacolum, 2 km al nord de Torroella | 42° 11′ 41″ N, 3° 02′ 14″ E / 42.194688°N,3.037118°E | IPA-20370     | Església de Sant Esteve de Vilacolum (Torroella de Fluvià) · Vegeu més fotos d'aquest monument · Carregueu una nova foto d'aquest monument                |
| Rectoria                                            |                 | Obra popular, gòtic XV             | Torroella de Fluvià Veïnat de Vilacolum                                | 42° 11′ 39″ N, 3° 02′ 12″ E / 42.194220°N,3.036803°E | IPA-20372     | Rectoria de Vilacolum (Torroella de Fluvià) · Vegeu més fotos d'aquest monument · Carregueu una nova foto d'aquest monument                               |
| Can Fàbrega                                         |                 | Gòtic, obra popular XV, XIX Inici  | Torroella de Fluvià Veïnat de Vilacolum                                | 42° 11′ 40″ N, 3° 02′ 15″ E / 42.194571°N,3.037439°E | IPA-20373     | Can Fàbrega (Torroella de Fluvià) · Vegeu més fotos d'aquest monument · Carregueu una nova foto d'aquest monument                                         |
| Can Miqueló                                         |                 | Obra popular XVI, XX               | Torroella de Fluvià Pl. de l'Ajuntament                                | 42° 10′ 30″ N, 3° 02′ 27″ E / 42.175012°N,3.040872°E | IPA-38129     | Can Miqueló (Torroella de Fluvià) · Vegeu més fotos d'aquest monument · Carregueu una nova foto d'aquest monument                                         |
| Ca l'Albanyà                                        |                 | Obra popular XVII, XX              | Torroella de Fluvià C. Sant Pere Pescador, 33                          | 42° 10′ 29″ N, 3° 02′ 25″ E / 42.174715°N,3.040297°E | IPA-38130     | Ca l'Albanyà (Torroella de Fluvià) · Vegeu més fotos d'aquest monument · Carregueu una nova foto d'aquest monument                                        |
| Mas Palol                                           |                 | Historicisme XIX Final             | Torroella de Fluvià Ctra. de Torroella a Sant Miquel de Fluvià         | 42° 10′ 05″ N, 3° 00′ 48″ E / 42.168178°N,3.013319°E | IPA-38131     | Carregueu una nova foto d'aquest monument |
| Can Pau                                             |                 | Obra popular XIV, XXI Inici        | Torroella de Fluvià Pl. de l'Ajuntament                                | 42° 10′ 30″ N, 3° 02′ 27″ E / 42.174927°N,3.040739°E | IPA-38141     | Can Pau (Torroella de Fluvià) · Vegeu més fotos d'aquest monument · Carregueu una nova foto d'aquest monument                                             |
| Ajuntament                                          |                 | Obra popular XIX                   | Torroella de Fluvià Pl. Municipal                                      | 42° 10′ 30″ N, 3° 02′ 28″ E / 42.174913°N,3.041236°E | IPA-38161     | Ajuntament (Torroella de Fluvià) · Vegeu més fotos d'aquest monument · Carregueu una nova foto d'aquest monument                                          |
| Centre Social                                       |                 | Obra popular XX                    | Torroella de Fluvià Pl. Municipal                                      | 42° 10′ 29″ N, 3° 02′ 28″ E / 42.174683°N,3.041005°E | IPA-38312     | Centre Social (Torroella de Fluvià) · Vegeu més fotos d'aquest monument · Carregueu una nova foto d'aquest monument                                       |
| Casa al carrer de l'Església, 11                    |                 | Obra popular XVIII                 | Torroella de Fluvià C. de l'Església, 11 - Sant Tomàs                  | 42° 10′ 55″ N, 3° 00′ 36″ E / 42.181909°N,3.009992°E | IPA-39152     | Casa al carrer de l'Església, 11 (Torroella de Fluvià) · Vegeu més fotos d'aquest monument · Carregueu una nova foto d'aquest monument                    |
| Casa al carrer de l'Església, 13                    |                 | Eclecticisme XIX                   | Torroella de Fluvià C. de l'Església 13 - Sant Tomàs                   | 42° 10′ 54″ N, 3° 00′ 35″ E / 42.181797°N,3.009720°E | IPA-39153     | Casa al carrer de l'Església, 13 (Torroella de Fluvià) · Vegeu més fotos d'aquest monument · Carregueu una nova foto d'aquest monument                    |
| Xemeneia la Bomba                                   |                 |                                    | Torroella de Fluvià                                                    |                                                      | IPA-42995     | Carregueu una nova foto d'aquest monument |